# Davide Degli Esposti
Davide Degli Esposti (Bologna, 21 marzo 1979) è un pilota motociclistico italiano, campione europeo di supercross nel 2003.

## Carriera
A tre anni riceve la prima moto e nel 1992 debutta nelle corse di motocross. Negli anni successivi raccoglie ottimi risultati ma anche numerosi infortuni. Tuttavia le numerose esperienze nel campionato italiano motocross lo porteranno al debutto europeo nel 1996. Nel 1997 un grave infortunio lo costringe a 10 mesi di riposo lontano dalle gare.
Nel 1999 fa la sua prima esperienza nel supercross. L'anno successivo debutta nel mondiale motocross con una Suzuki 125.
Nel 2001 cambia categoria, specializzandosi nei campionati di supercross, ma senza abbandonare completamente il motocross tradizionale. Con il team MD Racing di Michele Doria vince il Campionato italiano Supercross e chiude al quarto posto l'italiano MX. Nel 2003 vince il campionato nazionale supercross 125 e il trofeo europeo 250cc. L'anno seguente è invece impegnato negli Stati Uniti, nel campionato AMA di supercross, categoria 125 "east coast". Terminerà la stagione al 21º posto in classifica generale.
Successivamente è stato lungamente impegnato nel campionato francese di supercross (denominato SX Tour); trofeo che ha conquistato nel 2003.

## Palmarès
- 1992: 2º posto Campionato italiano Minicross Senior
- 1994: 3º posto Campionato italiano Motocross Cadetti classe 125 (su Honda)
- 1995: 2º posto Campionato italiano Motocross Junior classe 125 (su Honda)
- 1996: 13º posto Campionato europeo Motocross classe 125 (su Suzuki)
- 1999: 8º posto Campionato italiano Motocross Senior (su Husqvarna)
- 2000: debutto nel Campionato del Mondo classe 125 (su Suzuki)
- 2001: 4º posto Campionato italiano Motocross (su Suzuki)
- 2001: Campione italiano Motocross Senior (su Suzuki)
- 2001: Campione italiano Supercross (su Suzuki)
- 2002: Campione italiano Supercross classe 125 (su Suzuki)
- 2003: Campione italiano Supercross classe 125 (su Suzuki)
- 2003: Campione europeo Supercross classe 250 (su Suzuki)
- 2003: Campione di Francia Supercross SX Tour (su Suzuki)
- 2004: 5º posto Campionato europeo Supercross classe 125 (su Suzuki)
- 2004: 21º posto Campionato AMA Supercross classe 125 East Coast (su Suzuki) - infortunio
- 2005: 5º posto Campionato italiano Supercross classe 125 (su Suzuki)
- 2005: 7º posto Campionato europeo Supercross classe 125 (su Suzuki)
- 2005: 5º posto Campionato europeo Supercross classe 250 (su Suzuki)
- 2006: Campione italiano Supercross (su Suzuki)
- 2006: 6º posto Campionato europeo Supercross (su Suzuki)
- 2006: Vincitore Supercross di Pesaro (su Suzuki)
- 2007: 2º posto Campionato italiano Supercross (su Suzuki)
- 2007: 3º posto Campionato europeo Supercross (su Suzuki)
- 2008: Campione italiano Supercross (su Suzuki)
- 2009: 2º posto Campionato francese Supercross SX Tour (su Suzuki)[1]
- 2010: 3º posto Campionato francese Supercross SX Tour (su Suzuki)[1]